# Плютине (заказник)
Плю́тине — гідрологічний заказник місцевого значення в Україні. Розташований у межах Комарівської громади Ніжинського району Чернігівської області, на північний захід від села Комарівка. 
Площа - 10 га. Статус присвоєно згідно з рішенням Чернігвського облвиконкому від 27.12.1984 року № 454; від 28.08.1989 року № 164. Перебуває у віданні ДП «Борзнянське лісове господарство» (Берестовецьке лісництво, кв. 26). 
Статус присвоєно для збереження лучно-болотного природного комплексу у заплаві річки Десна. Болото оточене лісовим масивом з насадженнями осики, берези та дуба. Трав'яний покрив  представлений осокою гострою та осокою омською. Заказник має важливе значення як регулятор водного режиму прилеглих територій.